# Psarolitia
Psarolitia is een geslacht van vlinders van de familie sikkelmotten (Oecophoridae), uit de onderfamilie Xyloryctinae.

## Soorten
- P. albogriseella Viette, 1956
- P. ambreella Viette, 1968